# Cornelis Matsys
Cornelis Matsys, oppure Corneille Metsys o Cornelis Massijs (Anversa, 1508/1510 – 1556/1562), è stato un pittore e incisore fiammingo.

## Biografia

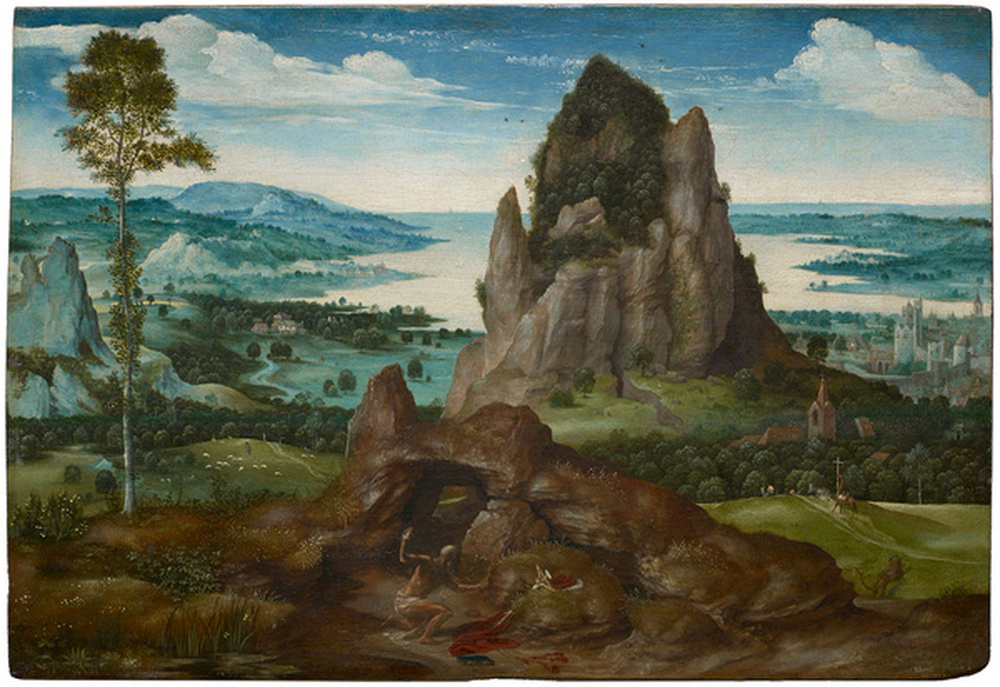
Paesaggio con San Girolamo (1545), Museo di Grenoble

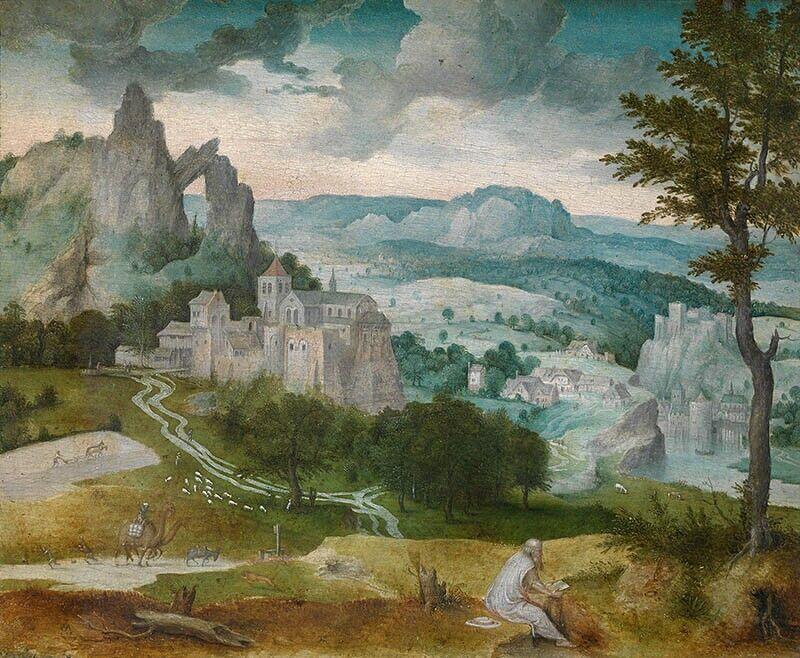
Paesaggio con San Girolamo (1547), Museo reale di belle arti di Anversa

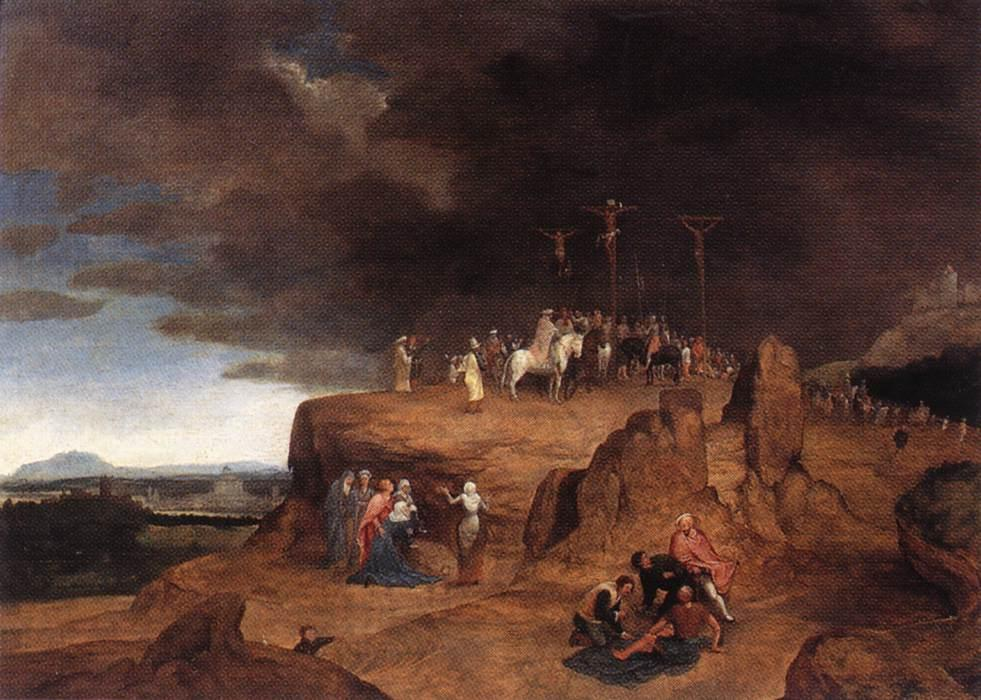
Crocifissione (circa 1540), Rockox House

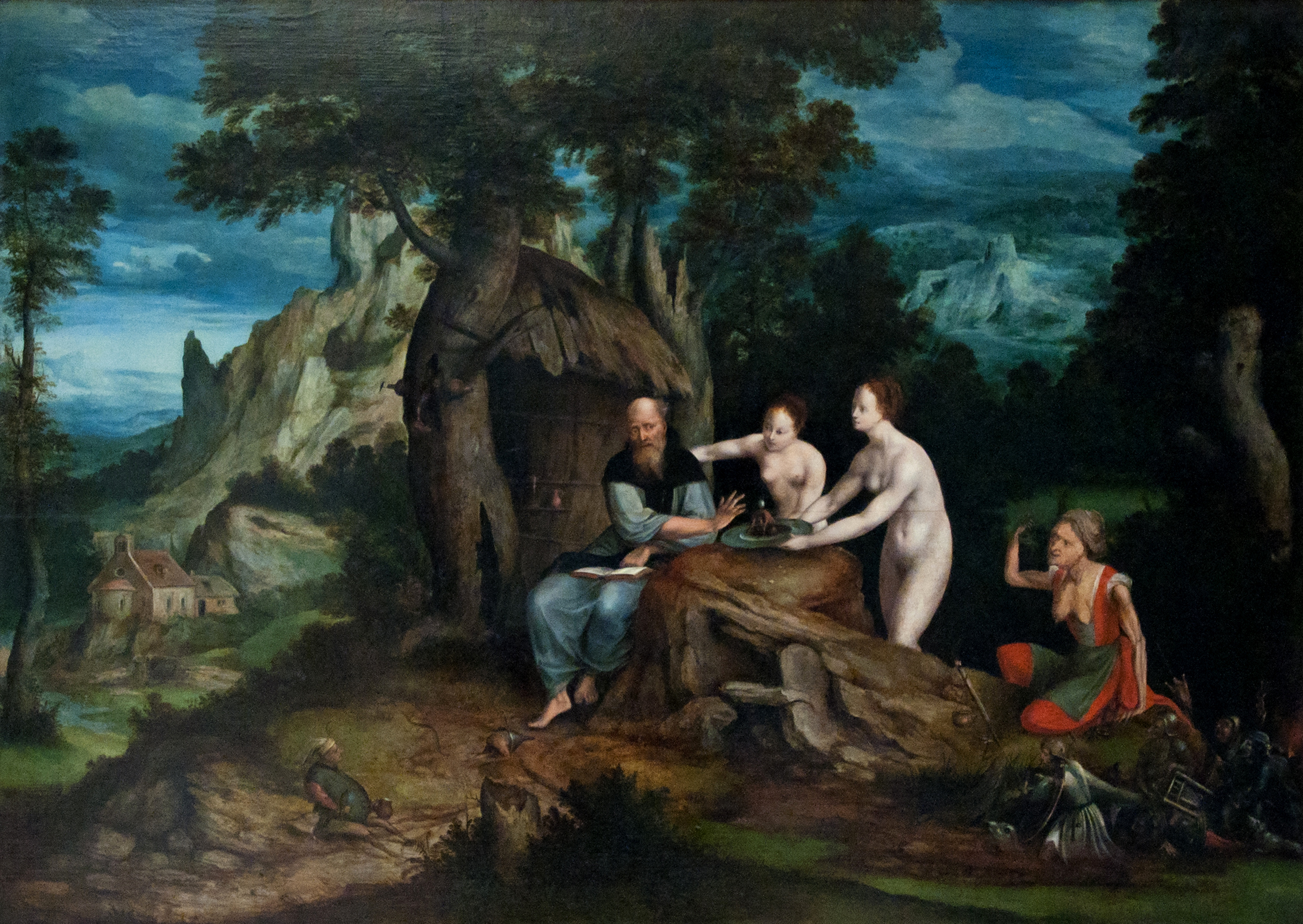
La tentazione di Sant'Antonio (attribuito, circa 1540), Museo reale delle belle arti del Belgio

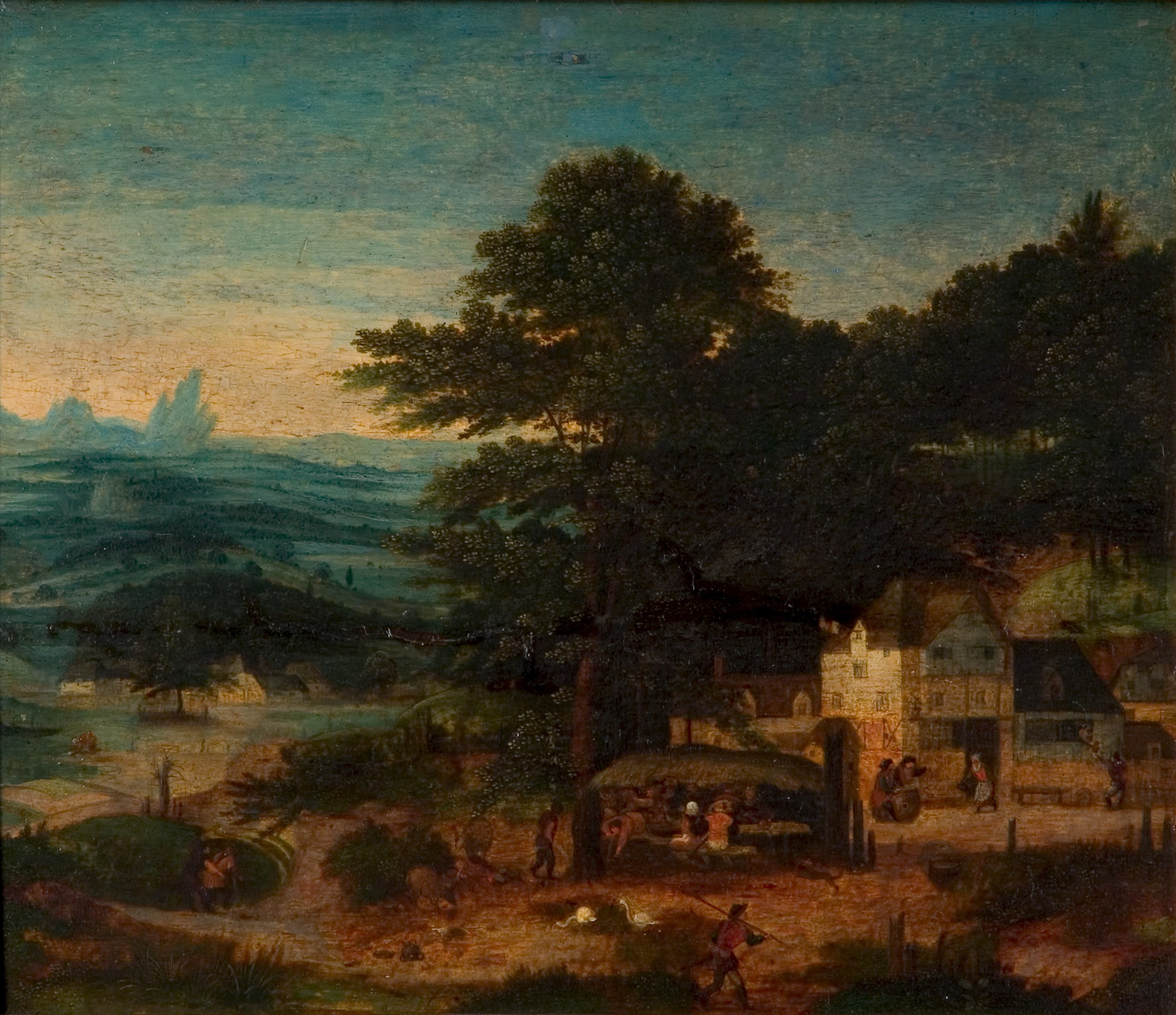
Paesaggio con locanda e agricoltori (attribuito circa 1540), Rijksmuseum Twenthe

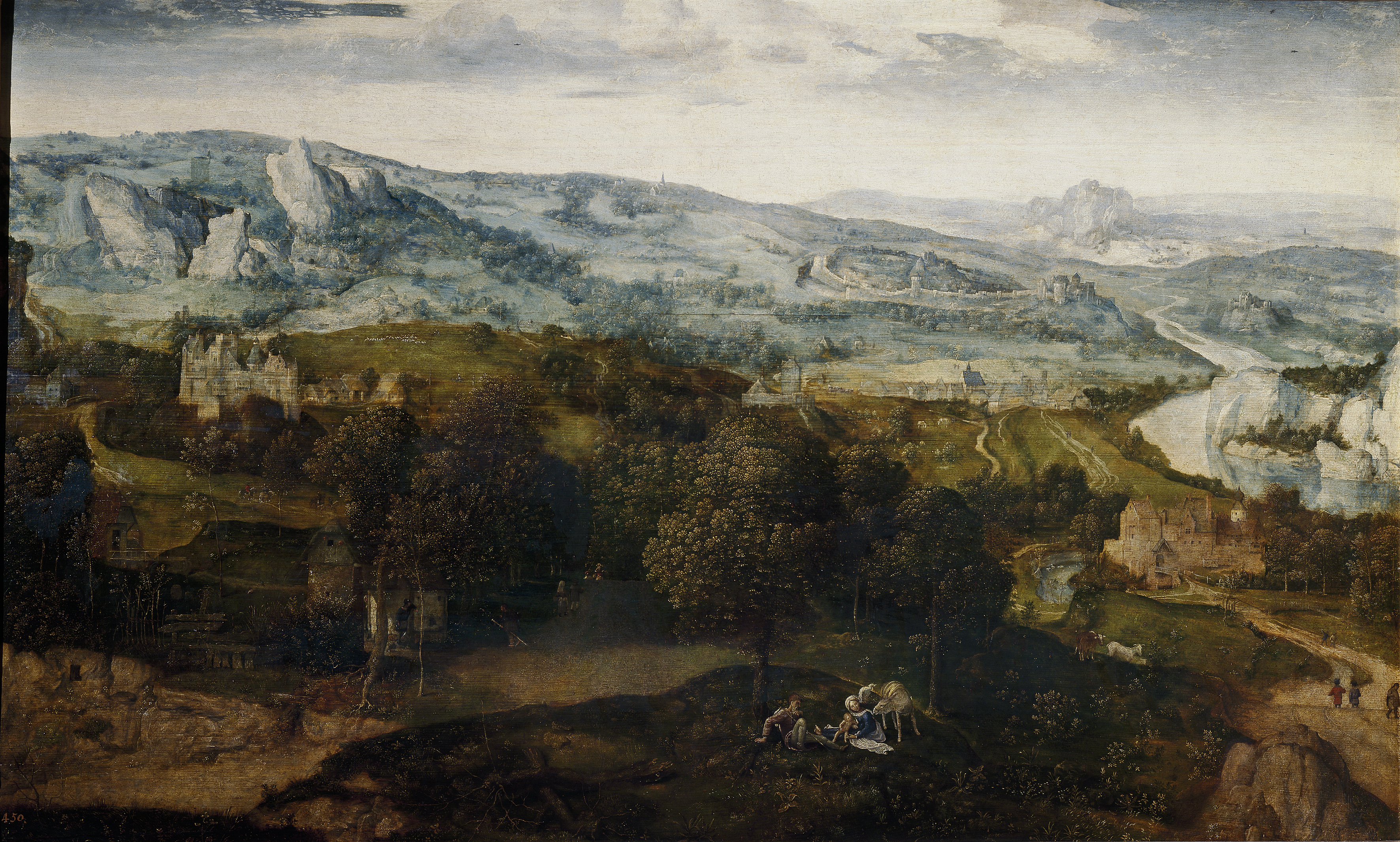
Riposo nella fuga in Egitto della Sacra Famiglia (circa 1540), Museo del Prado

Cornelis Matsys nacque ad Anversa nel 1508 o nel 1510.
Figlio di Quentin Massys e di Katharina Heynse, fratello di Jan Matsys, Cornelis Matsys fu un pittore di genere e paesaggio, si formò nella bottega di suo padre, diventò membro e maestro della Corporazione di San Luca di Anversa nel 1531, un anno dopo la morte del padre.
Uno schizzo di Cornelis Matsys (Berlino, Gabinetto delle Stampe), con Veduta di Bruxelles, firmato e datato 1522, autorizza a retrodatare la nascita dell'artista.
Nel 1544 i fratelli dovettero abbandonare Anversa a causa della loro fede religiose: non si hanno notizie sulla destinazione di Cornelis Matsys.
Di Cornelis Matsys sono conosciuti una serie di dipinti e disegni firmati o monogrammati; inoltre, alcune sue opere mostrano una data, la prima è il 1538.
Si mise in evidenza agli esordi con una serie di piccole incisioni raffiguranti da una parte tematiche religiose e allegoriche in stile italiano e dall'altra, popolare e moralista con soggetti influenzati da Hieronymus Bosch, inaugurando una tendenza che sarebbe stata ripresa da Pieter Bruegel il Vecchio.
Cornelis Matsys nell'arco della sua carriera dimostrò anche di essere un eccellente artista paesaggista. Insieme a Herri met de Bles e Matthys Cock, contribuì allo sviluppo di questo genere nella pittura fiamminga, seguendo la lezione di Joachim Patinir, di cui Matsys è sicuramente l'erede.
I paesaggi panoramici di Matsys si caratterizzarono per elementi più intimi e, nell'alternarsi della intensa vegetazione verde con profondità trasparenti, rivelarono una innovativa e personale osservazione ed espressione degli effetti atmosferici.
Continuando parzialmente lo stile realistico di suo padre, anche se orientato in un altro genere, Matsys si discostò dalle forme pittoresche e tortuose tipiche di Met de Bles, anticipando così le tendenze degli artisti del paesaggio della fine del XVI secolo,come pioniere del paesaggio puro.
Tra le sue opere più significative si può menzionare la serie di sedici opere con scene della vita della Sacra Famiglia, tra le quali Arrivo della Sacra Famiglia a Betlemme (1543), dove Betlemme è dipinta come un villaggio fiammingo, Maria e san Giuseppe sono molto sullo sfondo, in piedi accanto al loro asino, mentre san Giuseppe conduce le trattative con un oste. Nel frattempo, la vita continua normalmente, altre figure si dedicano alla loro attività quotidiana, dando ai nuovi arrivati appena un'occhiata. Solo le nubi cupe e la luce un po' strana nel cielo ci segnalano che la notte che ci attende promette di essere davvero straordinaria per l'umanità.
Come incisore è secondo Van der Stock, uno dei più rappresentativi di Anversa della sua generazione; tra le sue opere menzioniamo 
un paio di esemplari della Pesca miracolosa, liberamente tratta da un cartone di Raffaello, ora nel Rijksmuseum, che probabilmente Cornelis Metsys ha visto a Bruxelles, nello studio di Pieter van Aelst, responsabile per fare arazzi commissionati nel 1515 da papa Leone X e destinati a decorare la Cappella Sistina, e la stampa della Parabola dei ciechi, considerata una delle più pregevoli.
Cornelis Matsys morì nel 1556 o nel 1561.

## Opere

### Opere firmate da Cornelis Matsys

#### Dipinti
- Ritorno del figliol prodigo (1538), Rijksmuseum;
- Arrivo della Sacra Famiglia a Betlemme (1543), Gemäldegalerie;
- Paesaggio con San Girolamo (1547), Museo reale di belle arti di Anversa;
- Paesaggio (1556), collezione Fondazione P. et N. de Boer;
- Salita al Calvario, collezione Vlastislav Zátka, České Budějovice;
- Paesaggio con caccia al cervo (15??), Anhaltische Gemäldegalerie, Schloss Georgium, Dessau-Roßlau;
- Salita al Calvario (traccia di monogramma e data in basso a destra), Museo reale delle belle arti del Belgio.

#### Disegni
- Veduta di Bruxelles (1522), Gabinetto delle Stampe, Berlino;
- Paesaggio montano (1540), Museo reale delle belle arti del Belgio;
- Paesaggio con la Tentazione di Cristo (1542), Scottish National Portrait Gallery;
- Quattro persone cieche inciampano (15??), Royal Scottish Academy.

### Opere attribuite a Cornelis Matsys
- Crocifissione (circa 1540), Rockox House, Anversa;
- Paesaggio di Parigi, Museo di arte, Toledo;
- Paesaggio con locanda e agricoltori (attribuito circa 1540), Rijksmuseum Twenthe;
- Paesaggio con San Girolamo (1545), Museo di Grenoble;
- Restauratore di mantici, Museo delle belle arti, Tournai;
- La tentazione di Sant'Antonio (attribuito, circa 1540), Museo reale delle belle arti del Belgio.